# الزراعة الإيكولوجية في غرب أفريقيا
تسعي عدد من الحركات إلى توسيع ممارسة الزراعة الإيكولوجية في غرب أفريقيا . الزراعة الإيكولوجية هي نظام علمي ,حركة ,وممارسة تدمج البيئة في الزراعة مع التركيز القوي على التنوع والسيادة الغذائية وكفاءة الطاقة والاستدامة. تطبق الزراعية الإيكولوجية الأنظمة والمعارف التقليديه التي طورها المزارعون في المنطقة ورثوها. لأن موأخرا اصبح المزارعون يعملون في شركات و حقول كبيره, و اصبحوا ينتقلون للمدن للبحث عن فرص حيا افضل. بدات الزراعه الإيكولوجيه لتمكين المزارعين الصغار اصحاب المعرفه عن طرق الزراعه التقليديه.
ويشكل صغار المزارعين نسبة كبيرة من السكان وتشكل الزراعة جزءا كبيرا من الناتج المحلي الإجمالي في العديد من بلدان غرب أفريقيا مع بعض التباين. يشكل القطاع الزراعي 35٪ من الناتج المحلي الإجمالي لغرب إفريقيا ويعمل به 65٪ من السكان. وفي الوقت نفسه، يواجه صغار المزارعين في المناطق الريفية من بلدان غرب أفريقيا التحديات الاقتصادية والاجتماعية والسياسية. كانت هناك حركات إيكولوجية زراعية في غرب إفريقيا بقيادة منظمات دولية مثل La Via Campesina، وفريق الخبراء الدولي المعني بالنظم الغذائية المستدامة (IPES-Food), Agronomes et Vétérinaires Sans Frontières, Groundswell, and ILEIA (Centre for Learning on Sustainable Agriculture) وكذلك المنظمات الإقليمية مثل ROPPA (Réseau des organizations paysannes et de producteurs de l'Afrique de l'Ouest) والجماعة الاقتصادية لدول غرب أفريقيا.

## خلفية
علم البيئة الزراعية هو مفهوم ظهر لأول مرة خلال الثلاثينيات، وتوسع كنظام علمي خلال السبعينيات والثمانينيات، وتم إضفاء الطابع المؤسسي عليه في التسعينيات. كان هناك عدد متزايد من المنشورات المتعلقة بالإيكولوجيا الزراعية منذ العقد الأول من القرن الحادي والعشرين. تم تطوير علم البيئة الزراعية كحركة بشكل خاص في الولايات المتحدة وأمريكا اللاتينية، لإعادة النظر في العلاقة بين الزراعة والمجتمع واستجابة لعواقب الثورة الخضراء. في عام 2018، نشرت منظمة الأغذية والزراعة تقريرًا لتوسيع نطاق مبادرة الإيكولوجيا الزراعية على مستوى العالم، للوفاء بجدول أعمال الهدف 2 من أهداف التنمية المستدامة، القضاء على الجوع.

### تاريخ
تم تقديم نموذج القرن العشرين للثورة الخضراء إلى غرب إفريقيا من قبل مؤسسة روكفلر ومؤسسة بيل وميليندا جيتس في عام 2006. ومع ذلك، فإن النموذج الذي يتطلب مدخلات ثقيلة من الآلات والأسمدة والموارد الأخرى لم يكن مستدامًا وخنق صغار المزارعين. في فبراير 2015، تحالف الفلاحين العالمي، لا فيا كامبيسينا واتحاد منظمات الفلاحين في مالي (CNOP) عقد المنتدى الدولي المعني بالإيكولوجيا الزراعية في سيلينغي، جنوب مالي، بهدف تعزيز الرؤية المشتركة للإيكولوجيا الزراعية والتآزر بين مجموعة متنوعة من القطاعات بما في ذلك المزارعون والعمال والشعوب الأصلية والبدو الرحل وصيادي الأسماك والمستهلكين وفقراء الحضر، وما إلى ذلك، للحث على نهج التحول من القاعدة إلى القمة.
في أبريل 2018، تم تخصيص 8 ملايين يورو في الميزانية لمشروع دعم الانتقال الزراعي الإيكولوجي في غرب إفريقيا (AETSP) الذي تنسقه الوكالة الإقليمية للزراعة والغذاء (ARAA) التابعة للجماعة الاقتصادية لدول غرب إفريقيا، والذي يغطي كوت ديفوار وبوركينا فاسو ومالي والسنغال وتوغو لمدة 4 سنوات. وفي مؤتمر غرب أفريقيا لأصحاب المصلحة المتعددين الذي نظمه البرنامج الإقليمي للسلام والأمن والنظام المتكامل للغذاء في داكار في الشهر نفسه، تم تشكيل التحالف من أجل الإيكولوجيا الزراعية في غرب أفريقيا بهدف زيادة تعزيز التحول الإيكولوجي الزراعي في غرب أفريقيا، وتشجيع التعاون بين مختلف نطاقات معاهد البحوث، والمنظمات غير الحكومية، ومنظمات المزارعين، والحركات الاجتماعية في غرب أفريقيا، وتمكين الزراعة الإيكولوجية. في يناير 2020، استضاف التحالف اجتماعًا في داكار لوضع اللمسات الأخيرة على خطة العمل الشاملة لتحقيق الإيكولوجيا الزراعية في غرب إفريقيا، حيث شاركت أيضًا مؤسسات مثل منظمة الأغذية والزراعة والصندوق الدولي للتنمية الزراعية والمدير العام لشركة DEVCO التابعة للمفوضية الأوروبية والمنظمات المانحة من ألمانيا وفرنسا بنشاط

### مبادئ
ويتمثل مبدأ الإيكولوجيا الزراعية في تطبيق النظم التي طورها وورثها المزارعون التقليديون في المنطقة. يجادل علماء البيئة الزراعية بأن مثل هذه النظم الزراعية المعقدة والمتنوعة تساعد صغار المزارعين على البقاء على قيد الحياة في البيئات القاسية وإنتاج ما هو ضروري للكفاف مع الحد الأدنى من استخدام المدخلات الخارجية. تدعي La Via Campesina وغيرها من المنظمات الإيكولوجية الزراعية أن سياسات التجارة الحرة والنظام الزراعي الصناعي مع الاستخدام المكثف للمواد الكيميائية والمدخلات المستوردة تدمر البيئة وتقلل من الموارد وتزعج صحة ورفاهية صغار المزارعين الذين يشكلون جزءًا كبيرًا من سكان غرب إفريقيا وكذلك المستهلكين. إعلان المنتدى الدولي للإيكولوجيا الزراعية في نيليني في مالي (2015) أن الحل لتغير المناخ وسوء التغذية والمسائل الأخرى التي تواجهها بلدان غرب أفريقيا يجب أن يأتي من تحويل النموذج الصناعي وبناء النظم الغذائية المحلية ذات الروابط الجديدة بين الريف والحضر، مع إنتاج الأغذية الزراعية الإيكولوجية من قبل الفلاحين والصيادين الحرفيين والرعاة والشعوب الأصلية والمزارعين الحضريين، إلخ.

## الممارسات الزراعية الإيكولوجية في المنطقة
وتشمل أنواع الممارسات الإيكولوجية الزراعية القائمة في المنطقة التنويع، ورابطات المحاصيل وتسلسلها، والحراجة الزراعية، وتكامل المحاصيل والثروة الحيوانية، وإدارة وحفظ التربة والمياه، والمكافحة البيولوجية والبدائل الأخرى لمبيدات الآفات، والبذور الزراعية، مع الجمع بين الممارسات التقليدية والممارسات المبتكرة حديثا، سواء كانت محلية في المنطقة أو مستوردة.
ومن الأمثلة على الممارسات الإيكولوجية الزراعية في غرب أفريقيا تقنية زاي، وهي تقنية تقليدية لجمع المياه أعيد إحياؤها في مالي وبوركينا فاسو. يملأ المزارعون الزاي أو الثقوب في الأرض بالمواد العضوية، مما يحفز على الإخصاب ويسحب النمل الأبيض الذي يحسن بنية التربة، مما يؤدي إلى تغلغل المياه التي سيتم الاحتفاظ بها في التربة. يزرع المزارعون الدخن أو الذرة الرفيعة في الزاي، والتي سيتم حصادها، تاركين السيقان مع بعض الارتفاع بحيث يتم حماية الأشجار الصغيرة من الحيوانات. وقام آلاف المزارعين في منطقة ياتنغا في بوركينا فاسو بتنقيح هذه التقنية وإحياء أراضيهم، مما أدى إلى زيادة غلة محصول الحبوب لكل هكتار.

## التأثيرات

### الآثار الاجتماعية والاقتصادية
أظهر بحث أجرته AVSF في مشروع CALAO الخاص بهم تأثيرًا إيجابيًا للممارسات الإيكولوجية الزراعية على الدخل الزراعي، مما أدى إلى زيادة الدخل مرتين أو ثلاثة أضعاف لكل أسرة عاملة لنفس المنطقة السطحية، مقارنة بالأسر التي لا تمارس الإيكولوجيا الزراعية. فعلى سبيل المثال، يشير تقييم الممارسة الزراعية في السنغال التي تقارن بين المزارع على نطاق المساحة السطحية نفسها والبيئة المناخية إلى أن ممارسة سيرير التقليدية المتمثلة في إدماج الزراعة وتربية الحيوانات تؤدي إلى زيادة الدخل الزراعي لكل عامل مقارنة بمجموعة من المزارع التي لا تتبع هذه الممارسة ولكن لديها أراضي أكبر وممتلكات مجهزة بالخيال. ينتج النوع الأول من المزارع متوسط دخل زراعي يبلغ 809000 فرنك أفريقي سنويًا مع توفر الأراضي بمساحة 1.5 هكتار، بينما تنتج المزارع الأخيرة متوسط 215000 فرنك أفريقي سنويًا ضمن نفس مساحة الأرض.
ويشير التقرير نفسه أيضا إلى أن كثافة العمالة في مجال الإيكولوجيا الزراعية يمكن أن تسهم في تحسين العمالة الناقصة، وهو ما يظهر في المجالات التي بحثت في التقرير (أجزاء من بوركينا فاسو وتوغو والسنغال).

### التأثيرات البيئية
ولا تزال الفوائد البيئية للممارسات الإيكولوجية الزراعية في المنطقة غير مرئية بدرجة كبيرة. كان هناك تأثير إيجابي لخصوبة التربة واحتجاز الكربون في التربة. في السنغال، كان للممارسات الإيكولوجية الزراعية آثار إيجابية على إعادة التحريج وزيادة التنوع البيولوجي وفقًا للبحث الذي أجرته AVSF.

## التحديات والانتقادات

### التحديات
هناك تحديات تواجهها الحركة وتحد من تطور الممارسات في المنطقة.
- وقد لا يجد المزارعون فوائد قصيرة الأجل في تطبيق الممارسات الزراعية الإيكولوجية.
- وقد يتوقف نقل المعارف التقليدية، وقد يكون نشر المعارف والممارسات التي تجلبها المنظمات الخارجية معقدا للغاية.
- صعوبة في بدء عملية النمو بسبب الحاجة إلى العمالة الثقيلة.
- الحصول على المياه اللازمة للممارسات الزراعية في المناطق الجافة.
- توافر رأس المال الإنتاجي والوصول إليه والبيئة المواتية للتحول الزراعي الإيكولوجي.
- السياسات العامة التي تفضل الأعمال الزراعية والاقتصاد الموجه للتصدير قد تقف في طريق التحول.
- يتطلب التحول الزراعي الإيكولوجي في غرب أفريقيا تدخلات متماسكة للسياسات العامة.

## المنظمات

### روبا
ROPPA، التي تمثل Réseau des organizations paysannes et de producteurs de l' Afrique de l'Ouest، وتعني «شبكة منظمات المزارعين والمنتجين الزراعيين في غرب إفريقيا» هي مبادرة خاصة بالمزارعين والمنتجين الزراعيين في غرب إفريقيا، تم إطلاقها في كوتونو، حزيران/يونيه 2000. وهناك 13 منظمات وطنية للمزارعين من بينها بنن وبوركينا فاسو وتوغو والسنغال وسيراليون وغامبيا وغانا وغينيا وغينيا وغينيا وكوت ديفوار وليبريا ومالي والنيجر، ومنظمات 2 منتسبة للمزارعين من كاب فيردي ونيجيريا.
الغرض من المنظمة هو تحسين ظروف عمل الأسرة الريفية وحماية المزارع الصغيرة التي تشكل الهيكل الرئيسي للإنتاج الزراعي في غرب أفريقيا والدعوة إليها. وتهدف المنظمة أيضا إلى التأثير في السياسات التي تعزز تحرير الاقتصاد والتنمية الاجتماعية والاقتصادية في غرب أفريقيا، استنادا إلى الزراعة المستدامة اجتماعيا وبيئيا، والإدارة المستدامة للموارد الطبيعية، والدخل اللائق والوظائف في المناطق الريفية. وتتصدى المنظمة للقضايا في الصناعة الزراعية الحالية في غرب أفريقيا من حيث الافتقار إلى التمويل الطويل الأجل لدعم تحسين الإنتاج، والافتقار إلى الدخل اللائق للإنتاج، وبالتالي عدم وجود ضغوط كافية على استخدام الموارد الطبيعية، والافتقار إلى الهياكل الأساسية الاجتماعية والاقتصادية اللائقة في المناطق الريفية، وضرورة العمل على بناء قدرات المزارعين.
المبادئ الرئيسية للعملية هي
- تحقيق التضامن الفلاحي من خلال ضم كافة فئات منظمات الفلاحين والمنتجين الزراعيين في الدول الأعضاء ودعم اعترافهم بهويتهم وحقوقهم وأدوارهم.
- الإجماع هو الطريقة المفضلة لاتخاذ القرار.
- الحفاظ على الشفافية من خلال تقديم التقارير وتحديث الولايات بانتظام.

نشرت ROPPA في يونيو 2016، رؤيتها حول «رسملة المبادرات الاقتصادية والزراعية من منظمات المزارعين في إفريقيا»، والتي ذكرت فيها أولوياتها
1. الترويج للمنتجات المحلية والاستهلاك المحلي.
2. إنشاء الهيكل الذي يفيد أصحاب المصلحة الأضعف في سلاسل القيمة، مثل المزارع الأسرية الصغيرة والمزارعات.
3. التكثيف الزراعي الإيكولوجي.
4. الدعم المالي والوساطة للمزارع الأسرية وبناء قدرات المزارعين. [1]

### جافوا
تهدف JAFOWA (العمل المشترك لمنظمات المزارعين في غرب إفريقيا) إلى تمكين الإجراءات المشتركة لصغار المزارعين والرعاة والصيادين في غرب إفريقيا، لإنشاء وإدارة النظم الغذائية المحلية. JAFOWA هو عمل من قبل مؤسسة فرنسا، Compagnia di San Paolo، Fondazione Cariplo ومؤسسة من أجل مجتمع عادل، وتديره شبكة المؤسسات الأوروبية. الغرض من JAFOWA هو دعم منظمات المزارعين من خلال المنح وتبادل المعرفة والمساعدة في تنمية القدرات واقتراح السياسات المحلية والإقليمية وتشجيع الحلول الإيكولوجية والقيادة من قبل النساء والشباب. وتركز الأنشطة في البداية على بوركينا فاسو والسنغال وغانا.